# Charnay (Rhône)
Charnay település Franciaországban, Rhône megyében. Lakosainak száma 1031 fő (2022. január 1.). Charnay Alix, Saint-Jean-des-Vignes, Bagnols, Belmont-d'Azergues, Châtillon, Frontenas, Marcy és Morancé községekkel határos.

## Népesség
A település népességének változása:
| Lakosok száma | 1094 | 1067 | 1085 | 1057 | 1054 | 1051 | 1047 | 1039 | 1031 |
|               | 2013 | 2015 | 2016 | 2017 | 2018 | 2019 | 2020 | 2021 | 2022 |